# 雷前龍屬
雷前龍屬是蜥腳下目恐龍的一属，生存於早侏罗世的非洲南部。牠是四足的草食性恐龍，與其他蜥腳下目的近親相比，體型較小型。但是，雷前龍在其生活的環境仍是最大型的生物，約有10米長及體重2公噸，仍然有一些原始的適應演化特徵，可用前肢來抓東西，而非單純支撐身體。

## 命名
於2003年，澳洲的蜥腳形亞目專家亞當·耶茨（Adam Yates）與南非的詹姆斯·基欽（James Kitching）共同命名了雷前龍。這個名字是由拉丁文的「ante-」（意即「之前的」）及「tonitrus」（意即「雷」）而來的，是指牠們的生存年代比其他蜥腳下目更早，尤其是雷龍。當時雷龍尚被認為是迷惑龍的異名，但此名卻比迷惑龍更常被使用，而一般大眾也多以雷龍一名來通稱蜥腳下目恐龍。雷前龍目前只有一個種，巨腳雷前龍（A. ingenipes），種名是由拉丁文的「ingens」（意即「巨大」）及「pes」（意即「腳」）組成，因為牠是前腳只用來支撐的蜥腳類恐龍。

## 化石

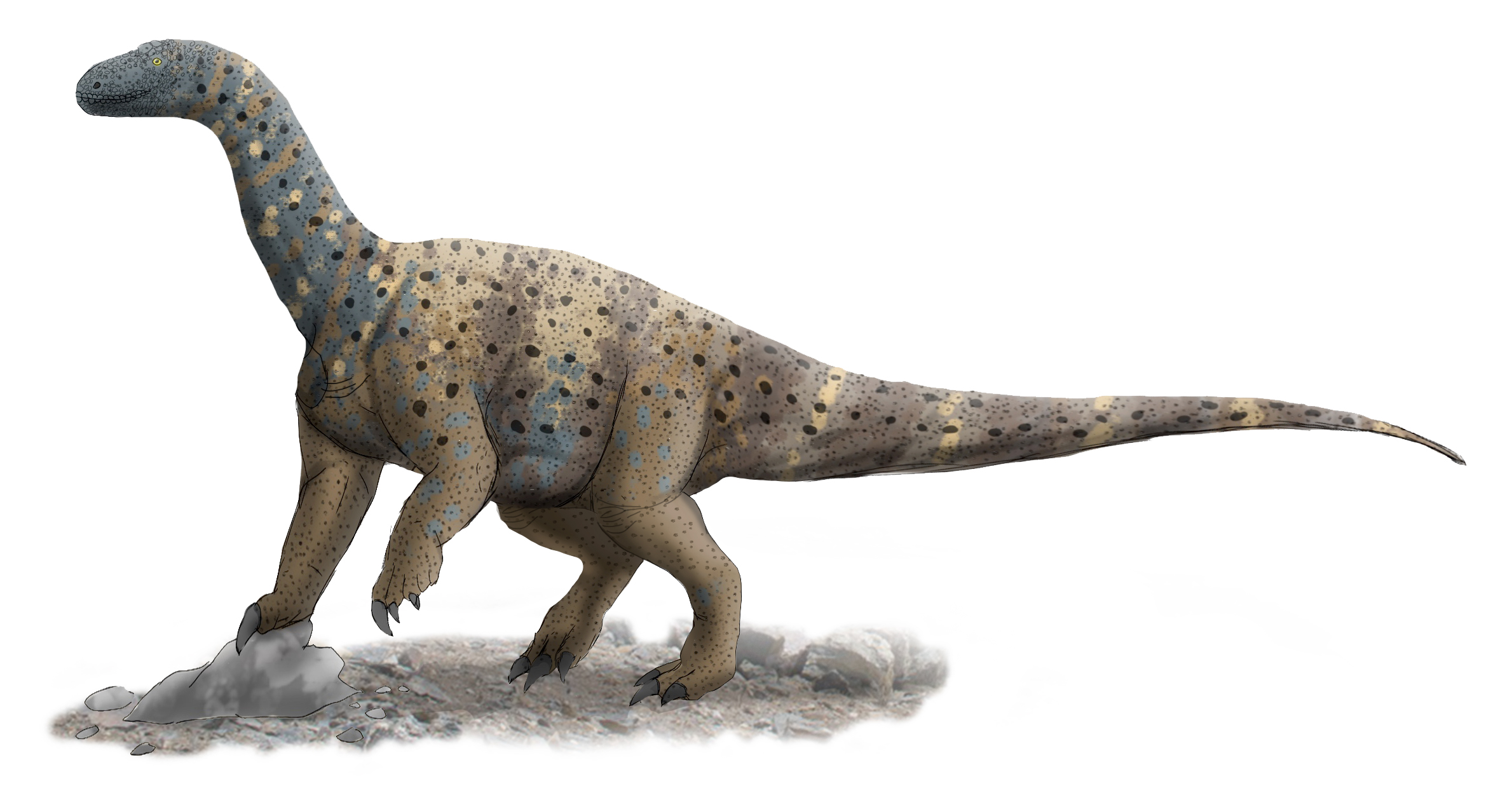
雷前龍的復原圖

1981年，基欽在南非自由邦省發現雷前龍的正模標本（編號BP/1/4952），這批化石被存放於南非金山大學普萊斯研究所（Bernard Price Institute，現已改為演化研究所），並被標名為優肢龍。但耶茨後來辨認出牠們是另一種未被描述的恐龍，並於幾年後發表研究。正模標本包含了幾塊脊椎，以及很多前後肢的骨頭，這些化石被認為來自於同一個體。另外，有五塊較小型恐龍的四肢骨頭，被認為可能是屬於雷前龍。
雷前龍有幾種特徵使牠較接近蜥腳下目，但仍然保有原始特徵。不像其他的小型祖先，雷前龍主要以四足方式移動。與其他早期生物相比，雷前龍的前肢與後肢比例更長，而手腕骨亦較寬、厚，可以支撐重量。拇指是靈活的，能做出相對於其他指的動作，因此能與手掌抓東西。在更為進化的蜥腳下目恐龍，手腕骨都是大而厚的，手掌只能朝下，用以支撐身體，而不能抓取東西。
一個2003年的分支系統學分析認為雷前龍是基礎蜥腳下目恐龍，位於較衍化的伊森龍或火山齒龍，以及較基礎的近蜥龍或黑丘龍之間。背椎非常似來自南美洲的萊森龍；四肢骨則類似另一種生存於三疊紀南非的貝里肯龍，體型巨大。但是，這些恐龍都沒有包括在該分支系統學分析中，因為牠們本身的研究都不甚清楚。
目前在世界各地都有發現早期的蜥腳下目及牠們的基础蜥腳形亚目近親，這是由於當時各大洲屬於同一個盤古大陸，牠們分佈於整個世界性的地域。

## 外部連結
- National Geographic有關發現雷前龍的報導 （页面存档备份，存于）